# Saint-Léon (Gironde)
Saint-Léon település Franciaországban, Gironde megyében. Lakosainak száma 298 fő (2022. január 1.). Saint-Léon Espiet, Blésignac, La Sauve és Targon községekkel határos.

## Népesség
A település népessége az elmúlt években az alábbi módon változott:
| Lakosok száma | 197  | 198  | 195  | 282  | 344  | 342  | 339  | 341  | 327  | 298  |
|               | 1968 | 1982 | 1990 | 2006 | 2013 | 2015 | 2017 | 2019 | 2020 | 2022 |